# The Underworld Regime
The Underworld Regime är det första studioalbumet med det norska black metal-bandet Ov Hell. Albumet utgavs 2010 av skivbolaget Indie Recordings.

## Låtlista
1. "Devil's Harlot" – 3:25
2. "Post Modern Sadist" – 4:45
3. "Invoker" – 4:30
4. "Perpetual Night" – 3:36
5. "Ghosting" – 6:17
6. "Acts of Sin" – 5:43
7. "Krigsatte Faner" – 3:36
8. "Hill Norge" – 5:45

- Text: Shagrath (spår 1, 4, 6–8), Silenoz (spår 2), King ov Hell och Christian Anfinnsen (spår 3), King ov Hell och Sarah Owens (spår 5)
- Musik: King ov Hell

## Medverkande
Musiker (Ov Hell-medlemmar)
- Shagrath (Stian Thoresen) – sång, sampling
- King ov Hell (Tom Cato Visnes) – bakgrundssång, basgitarr

Bidragande musiker
- Teloch (Morten Bergeton Iversen) – gitarr
- Frost (Kjetil-Vidar Haraldstad) – trummor
- Ice Dale (Arve Isdal) – gitarr
- Herbrand Larsen – elektronik
- Trym Hartmark Visnes – elektronik

Produktion
- King ov Hell – producent
- Herbrand Larsen – producent, ljudtekniker, ljudmix
- Pytten (Eirik Hundvin) – ljudtekniker
- Bjørnar Nilsen – ljudtekniker
- Espen Berg – mastering
- Shagrath – mastering
- Tobe – omslagsdesign
- Mantus (Marcelo Henrique Vasco) – omslagskonst
- Tove Asum Forwald – foto
- Madelen Engeseth – foto